# Georgensgmünd
Georgensgmünd là một đô thị trong huyện Roth, bang Bayern, Đức.